# Stanisław Borek háza (Wawel)
Stanisław Borek háza (lengyelül: Dom Stanisława Borka na Wawelu) egy bontás miatt már nem létező középkori épület, mely a krakkói Wawel-dombon állt.

Az egykori ház helye a Wawel térképén

## Története
A házat 1551 után építették. A Vikáriusok házával szemben, a Szent György-templom és a Szent Mihály-templom szomszédságában állt. Jan Nepomucen Głowacki Wawelt bemutató képén háromemeletes ház látható, amelyet reneszánsz stílusú attika díszített. Nevét első tulajdonosáról, Stanisław Borekről kapta, aki kanonok és I. Zsigmond lengyel király diplomatája és titkára, azaz a kancellária tényleges irányítója volt. A későbbi időkben az épületet átadták a Waweli székesegyház vikáriusainak. 
Az osztrák megszállás idején pusztulni hagyták, majd 1848 táján lebontották, hogy megnagyobbított, négyzet alakú gyakorlóteret alakítsanak ki a Wawelben állomásozó osztrák hadseregnek. A Szent György-templom és a Szent Mihály-templom már 1803-1804 folyamán erre a sorsra jutott.
Napjainkban alacsony kőfal mutatja az egykori épület helyét a Wawel udvarán.

## Fordítás
- Ez a szócikk részben vagy egészben a Dom Stanisława Borka na Wawelu című lengyel Wikipédia-szócikk ezen változatának fordításán alapul.  Az eredeti cikk szerkesztőit annak laptörténete sorolja fel. Ez a jelzés csupán a megfogalmazás eredetét és a szerzői jogokat jelzi, nem szolgál a cikkben szereplő információk forrásmegjelöléseként.